# Prêmio TVyNovelas de 2005
23º Prêmio TVyNovelas

Novela: 

Rubí
Atriz: 

Bárbara Mori
Ator: 

Eduardo Santamarina

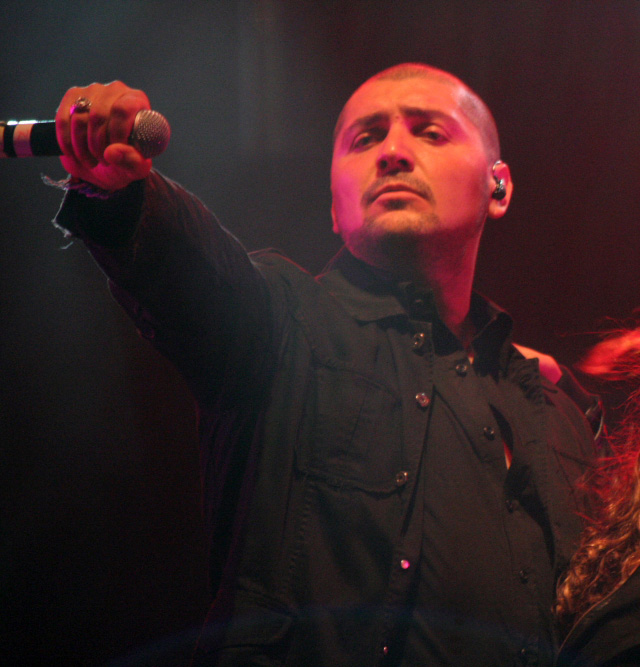
Reyli, um cantor e compositor mexicano realizando um show.

O Prêmio TVyNovelas 2005 foi a 29ª edição do Prêmio TVyNovelas, prêmio entregue pela revista homônima aos melhores artistas e produções da televisão mexicana referente ao ano de 2004. O evento ocorreu no dia 8 de março de 2005 em Acapulco. Foi transmitido pela emissora mexicana Canal de las Estrellas e apresentado pela atriz e cantora Lucero e pelo ator René Strickler. 